# Pavetta curalicola
Pavetta curalicola är en måreväxtart som beskrevs av J.E.Burrows. Pavetta curalicola ingår i släktet Pavetta och familjen måreväxter. Inga underarter finns listade i Catalogue of Life.